# Imn
Imnul este un anumit tip de cântec solemn, de obicei religios, compus pentru a admira, prețui, lăuda, adora sau ruga, adresat, de cele mai multe ori, unei zeități, unei figuri importante istorice, mitologice sau religioase, adeseori chiar unei țări, atunci când cântecul este un simbol național (vezi, articolul Imn național).  Cuvântul „imn” derivă, în toate limbile moderne, din greaca veche, din cuvântul ὕμνος hymnos, care înseamnă „cântec de laudă”, care la rândul său este derivat din rădăcina proto-indo-europeană *sh2em-, „a cânta”, fiind conectat cu cuvântul din hitită išḫamai, „el cântă”, și cuvântul sāman, însemnând „cântec” în limba sanscrită.
De asemenea, prin imn este desemnat și un anumit tip de poezie lirică închinată unei personalități, unei idei mărețe, unui sentiment nobil.

## Caracteristici
- Invocația, procedeu specific stilului retoric, este reluată în primul vers al poeziei în care se adresează un îndemn categoric contemporanilor și urmașilor de a se trezi la realitate, de a-și redeștepta conștiința națională.
- Evocarea este tot un procedeu specific imnului, menit să reliefeze sentimentele celui care evocă.